# Острів Півмісяця
Острів Півмісяця (англ. Half Moon Island) — маленький субантарктичний острів в архіпелазі Південні Шетландські острови, знаходиться приблизно за 120 кілометрів на північ від Антарктичного півострова.
Географічні координати: 62°35′ пд. ш. 59°54′ зх. д. / 62.583° пд. ш. 59.900° зх. д..

## Географія

На острові велика популяція тюленів і пінгвінів.
Острів Півмісяця — одне з найзручніших місць для висадки серед великої кількості антарктичних островів. На острові через виносу з моря великої кількості водоростей гніздяться мартини, а поблизу острова помічені кити.

## Туризм
Красивий вигляд гір на ближньому острові Лівінгстон приваблює туристів.